# 北门大街礼拜堂
北门大街礼拜堂原名自立浸礼会礼拜堂，是中国河南省开封市的一座基督教堂，位于开封北门大街。
1932年，中国基督徒丁宝玺在北门大街兴建自立浸礼会礼拜堂。1958年并入联合礼拜。1986年，该堂恢复开放。2006年新建钢结构的厂房式教堂，可容纳1000多名信徒。